# Pruneřovský potok
Pruneřovský potok är ett vattendrag i Tjeckien. Det ligger i den nordvästra delen av landet, 90 km väster om huvudstaden Prag.